# Jeff Wadlow
Jeff Wadlow (Holland (Michigan), 2 de março de 1976) é um diretor, ator, roteirista e produtor americano.

## Filmografia

### Ator
- 2001: Roswell (TV; 1 episódio, "Baby, It's You")
- 2001: Pearl Harbor
- 2002: The Tower of Babble como Derek
- 2007: I'm Through with White Girls como Billy

### Diretor
- 2002: The Tower of Babble
- 2002: Manual Labor
- 2004: Catching Kringle
- 2005: Cry Wolf
- 2008: Never Back Down
- 2013: Kick-Ass 2[3]

### Produtor
- 2010: The Odds (produtor executivo)
- 2011: Hail Mary (produtor executivo)

### Roteirista
- 2002: The Tower of Babble
- 2002: Manual Labor
- 2004: Catching Kringle
- 2005: Cry Wolf
- 2007: Prey
- 2010: The Odds
- 2011: Hail Mary
- 2013: Kick-Ass 2[3]